# Anoplischius nigrolaterus
Anoplischius nigrolaterus is een keversoort uit de familie kniptorren (Elateridae). De wetenschappelijke naam van de soort is voor het eerst geldig gepubliceerd in 1904 door Schwarz.